# Glenda Jackson
Glenda May Jackson (Birkenhead, Cheshire, Anglia, 1936. május 9. – Blackheath, London, 2023. június 15.) kétszeres Oscar-díjas angol színésznő, a brit Munkáspárt politikusa.

## Élete
Harry és Joan Jackson gyermekeként született. Főiskolai tanulmányait a Királyi Színművészeti Főiskolán végezte.
10 évig portás volt, majd ezután pincérként, áruházi dolgozóként és gyógyszerészsegédként dolgozott. 1955-től amatőr színésznek állt. 1965-ben Peter Brook társulatának valamint a stratfordi Royal Shakespeare Company tagja volt. 1966-ban lett filmszínész. 1976-tól a Play Matters elnöke volt. 1983-tól a United British Artists igazgatója volt. 
1990-től munkáspárti képviselőjelölt volt. 1992-től képviselő, 1997-1999 között környezetvédelmi és szállításügyi parlamenti államtitkár-helyettes volt. 2000-től a londoni főpolgármester tanácsadója a hajléktalanok ügyében. 2011-ben bejelentette, hogy a 2015-ös parlamenti választásokon már nem akar indulni idős kora miatt.

## Magánélete
1958–1976 között Roy Hodges felesége volt, akitől 1969-ben született egy fia, Daniel.

## Színházi szerepei
- Csehov: Három nővér
- Genet: Cselédek
- Ibsen: Hedda Gabler
- O’Neill: Különös közjáték
- Racine: Phaedra
- García Lorca: Bernarda Alba háza
- Shakespeare: Macbeth
- Charlotte Corday (Weiss: Marat/Sade)
- Shakespeare: Antonius és Cleopatra (Cleopatra)

## Filmjei
- The extra day (1956)
- Egy ember ára (1963)
- Jean Paul Marat üldöztetése és halála... (1966)
- Hazudj nekem (1968)
- Elutasítások (1968)
- Szerelmes asszonyok (1969)
- Zenerajongók (1970)
- Átkozott vasárnap (1971)
- A szerető (1971)
- Twiggy, a sztár (1971)
- Mária, a skótok királynője (1972)
- A hármas visszhang (1972)
- I. Erzsébet (1972)
- A Nelson-ügy (1973)
- Egy kis előkelőség (1973)
- A cselédek (1974)
- Egy romantikus angol nő (1975)
- Hedda (1975)
- Az ördög a nő (1975)
- The incredible Sarah (1976)
- Apácák a pácban (1976)
- Stevie (1978)
- Várlak nálad vacsorára (1978)
- Miss MacMichael osztálya (1978)
- Civakodók (1979)
- Ipi-apacs (1980)
- Kényes témák (1982)
- Csúcstalálkozó (1982)
- Giro City (1982)
- A katona hazatér (1982)
- Ép test, ép lélek (1982)
- Nagy és kicsi (1984)
- Szaharov (1984)
- Csakis az igazat (1984)
- Páncél mögött (1985)
- Teknősnapló (1985)
- Tökéletes kezelés (1987)
- Salome utolsó tánca (1988)
- Szivárvány (1989)
- A szél királya (1989)
- Doombeach (1990)
- Elsőosztályú gyilkosság (1991)
- Bernarda Alba háza (1991)
- Sir Arnold Bax titkos élete (1992)
- Elizabeth Is Missing (2019)
- Anyák napja (2021)
- A nagy menekülő (2023)